# دبیدا
دبیدا  (به انگلیسی: Dabida) روستایی در استان ساحلی، کنیا می‌باشد.